# Jacques Annibal Claret de La Tourrette
Pour les articles homonymes, voir Claret et Tourrette.
Jacques Annibal, né le 12 mai 1692 à Lyon et mort le 18 octobre 1776 à Eveux, est un président de la Cour des monnaies de Lyon entre 1718 et 1740, puis le prévôt des marchands entre 1740 et 1744.

## Biographie

### Famille
La première mention de la famille Claret remonte à Pierre Claret (décédé le 7 mars 1613), originaire de Nantua, qui s'installe à Lyon au xvie siècle comme marchand espinglier ; il épouse vers 1575 Jeanne Giroud et a sept enfants.
Son fils Claude Claret (1590-avant 1647), négociant, épouse Marguerite Millotet et a treize enfants.
Son fils Jean Claret (1620-1704) est secrétaire du roi et de ses finances en la généralité de Lyon ; avec son frère aîné Blaise (1614-1688), échevin de Lyon en 1687-1688, il achète à son beau-frère Jean Michon la maison forte de La Tourrette, à Éveux. Son frère lui cède sa part de la Tourrette, dont il devient seul seigneur. Lui-même est échevin de Lyon en 1689-1690 ; il avait épousé Marguerite Vial, et eut dix enfants.
Son fils, Jacques Claude Claret de La Tourrette (1656-1746), dit « le président de La Tourrette », conseiller du roi en la sénéchaussée de Lyon (1687), lieutenant criminel puis lieutenant général en la sénéchaussée (1698), conseiller des finances, président de la cour des monnaies de Lyon, épouse Bonne Michon. Anobli le 22 décembre 1690 par lettres patentes, il fréquente le milieu intellectuel lyonnais, y compris l'académie à laquelle il n’appartiendra cependant pas. Grand amateur d'art, il protège les artistes lyonnais et fait décorer son hôtel au 6 de la rue de Boissac par Daniel Sarrabat (1666-1748, premier prix de Rome en 1688). Il rassemble une déjà riche bibliothèque, et acquiert en 1717 une collection de monnaies appartenant au chanoine Roman de Rives.

### Vie personnelle
Jacques Annibal, né le 28 mai 1692 à Lyon, est l'un des sept enfants de Jacques Claude Claret de la Tourrette et de Bonne Michon. Son père ayant acheté le château de Bélair à Fleurieu, il est le premier de cette famille à être nommé « M. de Fleurieu » ou « le président de Fleurieu ».
Il épouse le 12 décembre 1722 Agathe Gauthier de Dortans de Pusignan. Ils ont cinq filles et quatre fils : Marie-Louise, Bonne Pierrette, Camille Jacques Annibal Gaspard, Marc Antoine dit « le botaniste », Gaspard Claude, Jeanne Agathe, Bonne Marguerite Olympe, Charles Pierre, Françoise,.
Il meurt en son château de la Tourrette le 18 octobre 1776, et est inhumé en l'église d’Éveux. Le château de la Tourrette est vendu en 1801, et sept autres propriétaires se succèdent avant qu'il soit vendu à la société immobilière de La Tourrette (ordre de Saint-Dominique) en 1943. En 2009, la société Habitat Foncier restaure le château et en fait une copropriété.

### Carrière
Il succède à son père en tant que président de la cour des monnaies le 8 août 1718, charge qu'il exerce jusqu'en 1740. Il est lieutenant général criminel de la sénéchaussée, trois fois prévôt des marchands entre 1740 et 1744. Il est commandant de la ville de Lyon en l'absence du gouverneur (1740-1750). C’est à ce titre qu'il conduit la répression de la révolte ouvrière des canuts de 1744.
Jacques Annibal augmente considérablement la bibliothèque paternelle pour en faire une des plus belles de Lyon. Par achats et échanges il agrandit le domaine de la Tourrette, qui atteint 80 hectares et sera clos de murs sur environ quatre kilomètres, sans compter une vingtaine d’hectares hors les murs. Agathe tient, dans l’hôtel de la rue de Boissac, un salon littéraire que fréquente Rousseau en 1741.

### Sociétés savantes
- Académie des sciences, belles-lettres et arts de Lyon, il est élu membre le 28 décembre 1716, puis secrétaire perpétuel à partir de 1736[5].

### Distinctions
La Rue de la Tourette dans le 1er arrondissement de Lyon porte son nom.